# 1802 au théâtre
| Années du théâtre : 1799 - 1800 - 1801 - 1802 - 1803 - 1804 - 1805    |
| Décennies du théâtre : 1770 - 1780 - 1790 - 1800 - 1810 - 1820 - 1830 |

## Pièces de théâtre représentées
- 28 janvier : Une aventure de St-Foix, ou le Coup d'épée, opérette d'Alex. Duval jouée au théâtre Feydeau.

## Naissances
- Maurice Alhoy
- 9 février : Étienne Arago
- 24 juillet : Alexandre Dumas, romancier et dramaturge français, mort le 5 décembre 1870.
- 4 décembre : Octavia Stéphanie Gamot, dite Madame Doligny, actrice française, morte le 22 février 1882.

## Décès
- 20 février : Marie-Françoise Marchand, dite Mademoiselle Dumesnil, actrice française, née le 2 janvier 1713.
- 8 août : Anne-Marie du Boccage, écrivaine, poète, épistolière et dramaturge française, née le 22 octobre 1710.
- 22 octobre : Sophie Arnould, actrice française, née le 13 février 1740.
- 23 décembre : Giovanni Battista Viassolo dit Camillo Federici, acteur et auteur dramatique italien, né le 9 avril 1749.